# Dr. Seuss
Theodor Seuss Geisel (/suːs ˈɡaɪzəl,_zɔɪs ʔ/; 2 de março de 1904 — 24 de setembro de 1991) foi um autor infantil americano, cartunista político, ilustrador, poeta, animador e cineasta. Ele é conhecido por seu trabalho escrevendo e ilustrando mais de sessenta livros sob o pseudônimo Dr. Seuss (/suːs,_zuːs/,). Seu trabalho inclui muitos dos livros infantis mais populares de todos os tempos, vendendo mais de seiscentas milhões de cópias e sendo traduzido para mais de vinte idiomas no momento de sua morte.
Geisel adotou o nome "Dr. Seuss" como estudante de graduação no Dartmouth College e como estudante de pós-graduação no Lincoln College, Oxford. Ele deixou Oxford em 1927 para começar sua carreira como ilustrador e cartunista para Vanity Fair, Life e várias outras publicações. Ele também trabalhou como ilustrador para campanhas publicitárias, principalmente para FLIT e Standard Oil, e como cartunista político para o jornal PM de Nova Iorque. Publicou seu primeiro livro infantil, And to Think That I Saw It on Mulberry Street, em 1937. Durante a Segunda Guerra Mundial, ele fez uma breve pausa na literatura infantil para ilustrar cartuns políticos, e também trabalhou no departamento de animação e cinema do Exército dos Estados Unidos, onde escreveu, produziu ou animou muitas produções, incluindo Design for Death, que mais tarde ganhou o Oscar de Melhor Documentário de 1947.
Após a guerra, Geisel voltou a escrever livros infantis, escrevendo clássicos como If I Ran the Zoo (1950), Horton Hears a Who! (1955), The Cat in the Hat (1957), How the Grinch Stole Christmas! (1957), Green Eggs and Ham (1960), One Fish Two Fish Red Fish Blue Fish (1960), The Sneetches (1961), The Lorax (1971), The Butter Battle Book (1984) e Oh, the Places You'll Go (1990). Ele publicou mais de sessenta livros durante sua carreira, que geraram inúmeras adaptações, incluindo onze especiais de televisão, cinco longas-metragens, um musical da Broadway, e quatro séries de televisão.
Geisel ganhou o Lewis Carroll Shelf Award em 1958 por Horton Hatches the Egg e novamente em 1961 por And to Think That I Saw It on Mulberry Street. O aniversário de Geisel, 2 de março, foi adotado como a data anual do National Read Across America Day (Dia Nacional da Leitura na América), uma iniciativa sobre leitura criada pela Associação Nacional de Educação. Ele também recebeu dois Prêmios Emmy do Primetime de Melhor Programa Infantil por Halloween is Grinch Night (1978) e Melhor Programa de Animação por The Grinch Grinches the Cat in the Hat (1982).

## Vida e carreira

### Primeiros anos
Geisel nasceu e cresceu em Springfield, Massachusetts, filho de Henrietta (née Seuss) e Theodor Robert Geisel. Seu pai administrava a cervejaria da família e mais tarde foi nomeado para supervisionar o sistema de parques públicos de Springfield pelo prefeito John A. Denison depois que a cervejaria fechou por causa da Lei Seca. Mulberry Street em Springfield, que ficou famosa em seu primeiro livro infantil And to Think That I Saw It on Mulberry Street, fica perto de sua casa de infância na Fairfield Street. A família era de ascendência alemã, e Geisel e sua irmã Marnie sofreram preconceito anti-alemão de outras crianças após a eclosão da Primeira Guerra Mundial em 1914. Geisel foi criado como luterano do Sínodo do Missouri e permaneceu na denominação por toda a vida.
Geisel frequentou o Dartmouth College, graduando-se em 1925. Em Dartmouth, ele se juntou à fraternidade Sigma Phi Epsilon e à revista de humor Dartmouth Jack-O-Lantern, eventualmente chegando ao posto de editor-chefe. Enquanto estava em Dartmouth, ele foi pego bebendo gim com nove amigos em seu quarto. Na época, a posse e consumo de álcool era ilegal sob as leis da Lei Seca, que permaneceram em vigor entre 1920 e 1933. Como resultado dessa infração, Dean Craven Laycock insistiu que Geisel renunciasse a todas as atividades extracurriculares, incluindo o Jack-O-Lantern. Para continuar trabalhando na revista sem o conhecimento da administração, Geisel começou a assinar seu trabalho com o pseudônimo "Seuss". Ele foi encorajado em sua escrita pelo professor de retórica W. Benfield Pressey, a quem descreveu como sua "grande inspiração para escrever" em Dartmouth.
Ao se formar em Dartmouth, ingressou no Lincoln College, Oxford, com a intenção de obter um Doutor em Filosofia (D.Phil.) em literatura inglesa. Em Oxford, ele conheceu sua futura esposa Helen Palmer, que o encorajou a desistir de se tornar um professor de inglês em favor de seguir a carreira de desenho. Mais tarde, ela lembrou que "os cadernos de Ted estavam sempre cheios desses animais fabulosos. Então eu comecei a trabalhar para diverti-lo; aqui estava um homem que podia desenhar essas imagens; ele deveria estar ganhando a vida fazendo isso."

### Início de carreira
Geisel deixou Oxford sem se formar e retornou aos Estados Unidos em fevereiro de 1927, onde imediatamente começou a enviar escritos e desenhos para revistas, editoras de livros e agências de publicidade. Aproveitando seu tempo na Europa, ele lançou uma série de desenhos animados chamada Eminent Europeans para a Life, mas a revista rejeitou. Seu primeiro cartoon publicado nacionalmente apareceu na edição de 16 de julho de 1927 do The Saturday Evening Post. Essa única venda de 25 dólares encorajou Geisel a se mudar de Springfield para Nova Iorque. Mais tarde naquele ano, Geisel aceitou um emprego como escritor e ilustrador na revista de humor Judge, e ele se sentiu financeiramente estável o suficiente para se casar com Palmer. Seu primeiro desenho para Judge apareceu em 22 de outubro de 1927, e Geisel e Palmer se casaram em 29 de novembro. O primeiro trabalho de Geisel assinado "Dr. Seuss" foi publicado no Judge cerca de seis meses depois que ele começou a trabalhar lá.
No início de 1928, uma das caricaturas de Geisel para Judge mencionava Flit, um spray de insetos comum na época fabricado pela Standard Oil de Nova Jérsia. De acordo com Geisel, a esposa de um publicitário encarregado da publicidade Flit viu o desenho de Geisel em um cabeleireiro e pediu ao marido que o assinasse. O primeiro anúncio Flit de Geisel apareceu em 31 de maio de 1928, e a campanha continuou esporadicamente até 1941. O slogan da campanha "Quick, Henry, the Flit!" passou a fazer parte da cultura popular. Ele gerou uma música e foi usado como uma piada para comediantes como Fred Allen e Jack Benny. À medida que Geisel ganhava notoriedade para a campanha Flit, seu trabalho era requisitado e começou a aparecer regularmente em revistas como Life, Liberty e Vanity Fair.
O dinheiro que Geisel ganhou com seu trabalho de publicidade e submissões de revistas o tornou mais rico do que seus colegas de Dartmouth mais bem-sucedidos. O aumento da renda permitiu que os Geisels se mudassem para bairros melhores e se socializassem em círculos sociais mais altos. Tornaram-se amigos da rica família do banqueiro Frank A. Vanderlip. Eles também viajaram muito: em 1936, Geisel e sua esposa visitaram trinta países juntos. Eles não tinham filhos, nem mantinham horários regulares de expediente e tinham bastante dinheiro. Geisel também sentiu que viajar ajudava sua criatividade.
O sucesso de Geisel com a campanha Flit levou a mais trabalhos de publicidade, inclusive para outros produtos da Standard Oil, como combustível para barcos Essomarine e Essolube Motor Oil e para outras empresas como a Ford Motor Company, NBC Radio Network e Holly Sugar. Sua primeira incursão em livros, Boners, uma coleção de ditados infantis que ele ilustrou, foi publicada pela Viking Press em 1931. Ela liderou a lista de best-sellers de não-ficção do The New York Times e levou a uma sequência, More Boners, publicada no mesmo ano. Encorajado pelas vendas dos livros e recepção crítica positiva, Geisel escreveu e ilustrou uma cartilha apresentando "animais muito estranhos" que não interessaram aos editores.
Em 1936, Geisel e sua esposa estavam voltando de uma viagem oceânica para a Europa quando o ritmo dos motores do navio inspirou o poema que se tornou seu primeiro livro infantil: And to Think That I Saw It on Mulberry Street. Com base nos variados relatos de Geisel, o livro foi rejeitado por entre 20 e 43 editoras. De acordo com Geisel, ele estava voltando para casa para queimar o manuscrito quando um encontro casual com um velho colega de Dartmouth levou à sua publicação pela Vanguard Press. Geisel escreveu mais quatro livros antes de os EUA entrarem na Segunda Guerra Mundial. Isso incluiu The 500 Hats of Bartholomew Cubbins em 1938, bem como The King's Stilts e The Seven Lady Godivas em 1939, todas em prosa, atipicamente para ele. Isto foi seguido por Horton Hatches the Egg em 1940, no qual Geisel voltou ao uso do verso.

### Trabalho da era da Segunda Guerra Mundial
Quando a Segunda Guerra Mundial começou, Geisel voltou-se para caricaturas políticas, desenhando mais de quatrocentas em dois anos como cartunista editorial para o jornal diário de esquerda de Nova York, PM. As caricaturas políticas de Geisel, mais tarde publicadas em Dr. Seuss Goes to War, denunciavam Hitler e Mussolini e eram altamente críticas aos não intervencionistas ("isolacionistas"), mais notavelmente Charles Lindbergh, que se opôs à entrada dos EUA na guerra. Um cartum mostrava nipo-americanos recebendo TNT em antecipação a um "sinal de casa", enquanto outras caricaturas deploravam o racismo em casa contra os judeus e negros que prejudicaram o esforço de guerra. Suas caricaturas apoiavam fortemente a condução da guerra pelo presidente Roosevelt, combinando as exortações usuais para racionar e contribuir para o esforço de guerra com ataques frequentes ao Congresso (especialmente ao Partido Republicano), partes da imprensa (como o New York Daily News, Chicago Tribune e Washington Times-Herald), e outros por críticas a Roosevelt, críticas à ajuda à União Soviética, investigação de comunistas suspeitos, e outras ofensas que ele descreveu como levando à desunião e ajudando os nazistas, intencionalmente ou inadvertidamente.
Em 1942, Geisel voltou suas energias para o apoio direto ao esforço de guerra dos EUA. Primeiro, trabalhou desenhando cartazes para o Departamento do Tesouro e o Conselho de Produção de Guerra. Então, em 1943, ingressou no Exército como capitão e foi comandante do Departamento de Animação da Primeira Unidade de Cinema das Forças Aéreas do Exército dos Estados Unidos, onde escreveu filmes que incluíam Your Job in Germany, um filme de propaganda de 1945 sobre a paz na Europa após a Segunda Guerra Mundial; Our Job in Japan; e a série Private Snafu de filmes de treinamento do exército para adultos. Enquanto no Exército, ele foi premiado com a Legião do Mérito. Our Job in Japan tornou-se a base para o filme comercialmente lançado Design for Death (1947), um estudo da cultura japonesa que ganhou o Oscar de Melhor Documentário. Gerald McBoing-Boing (1950) foi baseado em uma história original de Seuss e ganhou o Oscar de Melhor Curta-Metragem de Animação.

### Anos posteriores
Após a guerra, Geisel e sua esposa se mudaram para a comunidade La Jolla de San Diego, Califórnia, onde voltou a escrever livros infantis. Ele publicou a maioria de seus livros através da Random House na América do Norte e William Collins, Sons (posteriormente HarperCollins) internacionalmente. Ele escreveu muitos, incluindo favoritos como If I Ran the Zoo (1950), Horton Hears a Who! (1955), If I Ran the Circus (1956), The Cat in the Hat (1957), How the Grinch Stole Christmas! (1957) e Green Eggs and Ham (1960). Ele recebeu inúmeros prêmios ao longo de sua carreira, mas não ganhou nem a Medalha Caldecott nem a Medalha Newbery. Três de seus títulos desse período foram, no entanto, escolhidos como vice-campeões de Caldecott (agora chamados de livros honorários de Caldecott): McElligot's Pool (1947), Bartholomew and the Oobleck (1949), e If I Ran the Zoo (1950). Dr. Seuss também escreveu o filme musical e de fantasia The 5,000 Fingers of Dr. T., que foi lançado em 1953. O filme foi um fracasso crítico e financeiro, e Geisel nunca tentou outro longa-metragem. Durante a década de 1950, ele também publicou uma série de contos ilustrados, principalmente na revista Redbook. Alguns deles foram posteriormente coletados (em volumes como The Sneetches and Other Stories) ou retrabalhados em livros independentes (If I Ran the Zoo). Um número nunca foi reimpresso desde suas aparições originais.
Em maio de 1954, a Life publicou um relatório sobre analfabetismo entre crianças em idade escolar que concluiu que as crianças não estavam aprendendo a ler porque seus livros eram chatos. William Ellsworth Spaulding era o diretor da divisão de educação da Houghton Mifflin (mais tarde ele se tornou seu presidente) e compilou uma lista de 348 palavras que considerava importantes para os alunos da primeira série reconhecerem. Ele pediu a Geisel que reduzisse a lista para 250 palavras e escrevesse um livro usando apenas essas palavras. Spaulding desafiou Geisel a "trazer de volta um livro que as crianças não conseguem largar". Nove meses depois, Geisel completou The Cat in the Hat, usando 236 das palavras dadas a ele. Manteve o estilo de desenho, os ritmos dos versos e todo o poder imaginativo dos trabalhos anteriores de Geisel, mas, por causa de seu vocabulário simplificado, podia ser lido por leitores iniciantes. The Cat in the Hat e livros subsequentes escritos para crianças alcançaram um sucesso internacional significativo e permanecem muito populares hoje. Por exemplo, em 2009, Green Eggs and Ham vendeu 540 mil cópias, The Cat in the Hat vendeu 452 mil cópias e One Fish, Two Fish, Red Fish, Blue Fish (1960) vendeu 409 mil cópias — todos superando a maioria dos livros infantis recém-publicados.
Geisel passou a escrever muitos outros livros infantis, tanto em sua nova maneira de vocabulário simplificado (vendido como Beginner Books) quanto em seu estilo mais antigo e mais elaborado.
Em 1955, Dartmouth concedeu a Geisel um doutorado honorário de Humane Letters, com a citação:

Criador e entusiasta de bestas fantásticas, sua afinidade com elefantes voadores e mosquitos comedores de gente nos faz regozijar por você não estar por perto para ser o Diretor de Admissões na arca do Sr. Noé. Mas nosso regozijo em sua carreira é muito mais positivo: como autor e artista, você sozinho ficou como São Jorge entre uma geração de pais exaustos e o dragão demoníaco de crianças inexaustas em um dia chuvoso. Houve uma reviravolta inimitável em seu trabalho muito antes de você se tornar um produtor de filmes e desenhos animados e, como sempre com o melhor humor, por trás da diversão havia inteligência, bondade e um sentimento pela humanidade. Vencedor do Oscar e detentor da Legião do Mérito pelo trabalho em filmes de guerra, você permaneceu por muitos anos na sombra acadêmica de seu erudito amigo Dr. Seuss; e porque temos a certeza de que chegou o momento em que o bom doutor gostaria que você caminhasse ao seu lado como um igual e porque seu Colégio se deleita em reconhecer a distinção de um filho leal, Dartmouth confere-lhe seu Doutorado em Letras Humanas.
Geisel brincou que agora teria que assinar "Dr. Dr. Seuss". Sua esposa estava doente na época, então ele atrasou a aceitação até junho de 1956.
Em 28 de abril de 1958, Geisel apareceu em um episódio do game show To Tell the Truth.
A esposa de Geisel, Helen, teve uma longa luta contra doenças. Em 23 de outubro de 1967, Helen morreu por suicídio; Geisel casou-se com Audrey Dimond em 21 de junho de 1968. Embora tenha dedicado a maior parte de sua vida a escrever livros infantis, Geisel não teve filhos, dizendo: "Você os tem; eu os entreterei." Dimond acrescentou que Geisel "viveu toda a sua vida sem filhos e era muito feliz sem eles." Audrey supervisionou a propriedade de Geisel até sua morte em 19 de dezembro de 2018, aos 97 anos.
Geisel recebeu um doutorado honorário de Humane Letters (LHD) do Whittier College em 1980. Ele também recebeu a Medalha Laura Ingalls Wilder dos bibliotecários infantis profissionais em 1980, reconhecendo suas "contribuições substanciais e duradouras para a literatura infantil". Na época, era premiado a cada cinco anos. Ele ganhou um Prêmio Pulitzer especial em 1984 citando sua "contribuição ao longo de quase meio século para a educação e diversão das crianças da América e seus pais".

## Doença, morte e honras póstumas
Geisel morreu de câncer em 24 de setembro de 1991, em sua casa na comunidade La Jolla de San Diego aos 87 anos. Suas cinzas foram espalhadas no Oceano Pacífico. Em 1.º de dezembro de 1995, quatro anos após sua morte, a Biblioteca da Universidade da Califórnia, em San Diego, foi renomeada para Biblioteca Geisel em homenagem a Geisel e Audrey pelas generosas contribuições que fizeram à biblioteca e sua dedicação à melhoria da alfabetização.
Enquanto Geisel morava em La Jolla, o Serviço Postal dos Estados Unidos e outros frequentemente o confundiam com o colega residente de La Jolla, Dr. Hans Suess, um notável físico nuclear.
Em 2002, o Dr. Seuss National Memorial Sculpture Garden foi inaugurado em Springfield, Massachusetts, com esculturas de Geisel e de muitos de seus personagens.
Em 2017, o Amazing World of Dr. Seuss Museum abriu ao lado do Dr. Seuss National Memorial Sculpture Garden no Springfield Museums Quadrangle.
Em 2008, Dr. Seuss foi introduzido no Hall da Fama da Califórnia. Em 2 de março de 2009, o motor de busca virtual Google mudou temporariamente seu logotipo para comemorar o aniversário de Geisel (uma prática que costuma realizar em vários feriados e eventos).
Em 2004, os bibliotecários infantis dos EUA estabeleceram o anual prêmio Geisel para reconhecer "o livro americano mais distinto para leitores iniciantes publicado em inglês nos Estados Unidos durante o ano anterior". Deve "demonstrar criatividade e imaginação para envolver as crianças na leitura" desde a pré-escola até a segunda série.
Na alma mater de Geisel em Dartmouth, mais de 90% dos alunos do primeiro ano que chegam participam de viagens de pré-matrícula organizadas pelo Dartmouth Outing Club para o deserto de Nova Hampshire. É tradicional para os estudantes que retornam das viagens pernoitarem no Moosilauke Ravine Lodge de Dartmouth, onde são servidos ovos verdes no café da manhã. Em 4 de abril de 2012, a Dartmouth Medical School foi renomeada para Audrey and Theodor Geisel School of Medicine em homenagem a seus muitos anos de generosidade para com a faculdade.
As honras do Dr. Seuss incluem dois prêmios da Academia, dois prêmios Emmy, um prêmio Peabody, a Medalha Laura Ingalls Wilder, o Prêmio Inkpot e o Prêmio Pulitzer.
Dr. Seuss tem uma estrela na Calçada da Fama de Hollywood no bloco 6500 do Hollywood Boulevard.
Dr. Seuss está na lista da Forbes das celebridades mortas mais bem pagas do mundo todos os anos desde 2001, quando a lista foi publicada pela primeira vez.

## Pseudônimos e pronúncias
O pseudônimo mais famoso de Geisel é regularmente pronunciado /suːs/, uma pronúncia anglicizada inconsistente com seu sobrenome alemão (a pronúncia alemã padrão é a pronúncia em alemão: [ˈzɔʏ̯s]). Ele mesmo notou que rimava com "voz" (sua própria pronúncia sendo /sɔɪs/). Alexander Laing, um de seus colaboradores no Dartmouth Jack-O-Lantern, escreveu sobre isso:
Você está errado como o diabo

E você não deveria se alegrar

Se você está chamando ele de Seuss.

Ele pronuncia Soice (ou Zoice)
Geisel mudou para a pronúncia anglicizada porque "evocava uma figura vantajosa para um autor de livros infantis a ser associado —Mamãe Gansa" e porque a maioria das pessoas usava essa pronúncia. Ele acrescentou o "Doctor (abreviado Dr.)" ao seu pseudônimo porque seu pai sempre quis que ele praticaasse medicina.
Para livros que Geisel escreveu e outros ilustrados, ele usou o pseudônimo "Theo LeSieg", começando com I Wish That I Had Duck Feet publicado em 1965. "LeSieg" é "Geisel" soletrado para trás. Geisel também publicou um livro sob o nome Rosetta Stone, de 1975, Because a Little Bug Went Ka-Choo!!, uma colaboração com Michael K. Frith. Frith e Geisel escolheram o nome em homenagem à segunda esposa de Geisel, Audrey, cujo nome de solteira era Stone.

## Ideologia política
Geisel era um democrata liberal e um defensor do presidente Franklin D. Roosevelt e do New Deal.[carece de fontes?] Suas primeiras caricaturas políticas mostram uma oposição apaixonada ao fascismo, e ele pediu ação contra ele antes e depois da entrada dos Estados Unidos na Segunda Guerra Mundial. Suas caricaturas retratavam o medo do comunismo como exagerado, encontrando maiores ameaças no Comitê de Atividades Antiamericanas da Câmara e aqueles que ameaçavam cortar a "linha da vida" dos Estados Unidos para Stalin e a URSS, a quem ele retratou uma vez como um porteiro carregando "nossa carga de guerra".

Desenho do Dr. Seuss de 1942 com a legenda 'Aguardando o sinal de casa'

Geisel apoiou o internamento de nipo-americanos durante a Segunda Guerra Mundial para evitar possíveis sabotagens. Geisel explicou sua posição:
Mas agora, quando os japoneses estão plantando suas machadinhas em nossos crânios, parece que é um momento infernal para nós sorrirmos e gorjearmos: "Irmãos!" É um grito de guerra bastante flácido. Se queremos vencer, temos que matar os japoneses, quer isso deprima John Haynes Holmes ou não. Podemos ficar palsy-walsy depois com aqueles que sobrarem.
Após a guerra, Geisel superou seus sentimentos de animosidade e reexaminou sua visão, usando seu livro Horton Hears a Who! (1954) como uma alegoria para a ocupação americana do Japão no pós-guerra, além de dedicar o livro a um amigo japonês, embora Ron Lamothe tenha notado em uma entrevista que mesmo esse livro tem uma sensação de "chauvinismo americano".
Em 1948, depois de viver e trabalhar em Hollywood por anos, Geisel mudou-se para La Jolla em San Diego, uma comunidade predominantemente republicana.
Geisel converteu uma cópia de um de seus famosos livros infantis, Marvin K. Mooney Will You Please Go Now!, em uma polêmica pouco antes do final do escândalo de Watergate de 1972-1974, no qual o presidente dos Estados Unidos Richard Nixon renunciou, substituindo o nome do personagem principal em todos os lugares em que ocorreu. "Richard M. Nixon, por favor, vá agora!" foi publicado nos principais jornais através da coluna de seu amigo Art Buchwald.
A frase "uma pessoa é uma pessoa, não importa quão pequena!!" de Horton Hears a Who! tem sido amplamente utilizado como um slogan pelo movimento pró-vida nos Estados Unidos. Geisel e mais tarde sua viúva Audrey se opuseram a esse uso; de acordo com seu advogado, "Ela não gosta que as pessoas sequestrem os personagens ou material do Dr. Seuss para apresentar seus próprios pontos de vista." Na década de 1980, Geisel ameaçou processar um grupo antiaborto por usar essa frase em seu papel timbrado, de acordo com seu biógrafo, fazendo com que eles a removessem. O advogado diz que nunca discutiu aborto com nenhum deles, e o biógrafo diz que Geisel nunca expressou uma opinião pública sobre o assunto. Após a morte de Seuss, Audrey deu apoio financeiro à Federação de Paternidade Planejada da América.

### Em seus livros infantis
Geisel fez questão de não começar a escrever suas histórias com uma moral em mente, afirmando que "as crianças podem ver uma moral chegando a uma milha de distância". No entanto, ele não era contra escrever sobre questões; ele disse que "há uma moral inerente em qualquer história", e observou que ele era "subversivo como o inferno."
Os livros de Geisel expressam suas opiniões sobre uma notável variedade de questões sociais e políticas: The Lorax (1971), sobre ambientalismo e anticonsumismo; The Sneetches (1961), sobre igualdade racial; The Butter Battle Book (1984), sobre a corrida armamentista; Yertle the Turtle (1958), sobre Adolf Hitler e o antiautoritarismo; How the Grinch Stole Christmas! (1957), criticando o materialismo econômico e o consumismo da época do Natal; e Horton Hears a Who! (1954), sobre o anti-isolacionismo e internacionalismo.
Nos últimos tempos, o trabalho de Seuss para crianças tem sido criticado por temas racistas presumivelmente inconscientes.

## Métricas poéticas
Geisel escreveu a maioria de seus livros em tetrâmetro anapéstico, uma métrica poética empregada por muitos poetas do cânone literário inglês. Isso é frequentemente sugerido como uma das razões pelas quais a escrita de Geisel foi tão bem recebida.
O tetrâmetro anapéstico consiste em quatro unidades rítmicas chamadas anapestos, cada uma composta por duas sílabas fracas seguidas por uma sílaba forte (a batida); muitas vezes, a primeira sílaba fraca é omitida, ou uma sílaba fraca adicional é adicionada no final. Um exemplo deste medidor pode ser encontrado em "Yertle the Turtle" de Geisel, de Yertle the Turtle and Other Stories:
And today the Great Yertle, that Marvelous he

Is King of the Mud. That is all he can see.
Alguns livros de Geisel que são escritos principalmente em tetrâmetro anapéstico também contêm muitas linhas escritas em tetrâmetro anfibráquico em que cada sílaba forte é cercada por uma sílaba fraca de cada lado. Aqui está um exemplo de If I Ran the Circus:
All ready to put up the tents for my circus.

I think I will call it the Circus McGurkus.
And NOW comes an act of Enormous Enormance!

No former performer's performed this performance!
Geisel também escreveu versos em tetrâmetro trocaico, um arranjo de uma sílaba forte seguida de uma sílaba fraca, com quatro unidades por linha (por exemplo, o título de One Fish Two Fish Red Fish Blue Fish). Tradicionalmente, a métrica trocaica inglesa permite que a posição fraca final na linha seja omitida, o que permite rimas masculinas e femininas.
Geisel geralmente mantinha a métrica trocaica apenas para passagens breves e, para trechos mais longos, normalmente a misturava com tetrâmetro iâmbico, que consiste em uma sílaba fraca seguida de uma forte, e geralmente é considerada mais fácil de escrever. Assim, por exemplo, os magos de Bartholomew and the Oobleck fazem sua primeira aparição cantando em troqueus (assim lembrando as bruxas de Macbeth, de Shakespeare):
Shuffle, duffle, muzzle, muff
Eles então mudam para iambos o feitiço oobleck:
Go make the Oobleck tumble down

On every street, in every town!